# 1991년 추계 천황상
1991년 추계 천황상은 중앙경마의 G1급 중상경주 천황상의 104번째 대회이자 추계 천황상의 52번째 대회로, 1991년 10월 27일에 도쿄 경마장에서 개최되었다.
프레크라스니가 본 대회의 우승을 차지했다.

## 출전마 정보
출전마의 연령 표기는 구 표기를 따른다.
| 마번 | 경주마               | 성별 | 연령         | 기수              | 배당률 (인기 순위) |
| ---- | -------------------- | ---- | ------------ | ----------------- | ------------------ |
| 1    | 나이스 나이스 나이스 | 수컷 | 6세 (현 5세) | 마루야마 가쓰히데 | 182.2 (15)         |
| 2    | 카미노 크레세        | 수컷 | 5세 (현 4세) | 미나이 가쓰미     | 12.2 (5)           |
| 3    | 미스터 토진          | 수컷 | 6세 (현 5세) | 가토 가즈히로     | 221.2 (16)         |
| 4    | 화이트 스톤          | 수컷 | 5세 (현 4세) | 다모기 히로마사   | 4.8 (2)            |
| 5    | 화이트 애로          | 수컷 | 5세 (현 4세) | 요코야마 노리히로 | 76.1 (10)          |
| 6    | 무비 스타            | 수컷 | 6세 (현 5세) | 시바타 요시토미   | 48.7 (9)           |
| 7    | 메지로 마샤스        | 수컷 | 7세 (현 6세) | 다바라 세이키     | 16.9 (6)           |
| 8    | 프레지던트 시티      | 수컷 | 9세 (현 8세) | 혼다 마사루       | 334.6 (18)         |
| 9    | 메이쇼 비토리아      | 수컷 | 5세 (현 4세) | 오카베 유키오     | 29.5 (8)           |
| 10   | 프레크라스니         | 수컷 | 5세 (현 4세) | 에다 데루오       | 8.7 (3)            |
| 11   | 페임 오브 레스       | 암컷 | 5세 (현 4세) | 다나카 가쓰하루   | 110.8 (3)          |
| 12   | 미스터 시클레논      | 수컷 | 7세 (현 6세) | 마쓰나가 미키오   | 97.9 (12)          |
| 13   | 메지로 맥퀸          | 수컷 | 5세 (현 4세) | 다케 유타카       | 1.9 (1)            |
| 14   | 카리브 송            | 수컷 | 6세 (현 5세) | 시바타 마사토     | 11.6 (4)           |
| 15   | 쇼리 텐유            | 수컷 | 8세 (현 7세) | 니시우라 가쓰이치 | 317.9 (17)         |
| 16   | 모가미 챔피언        | 수컷 | 7세 (현 6세) | 고지마 후토시     | 154.8 (14)         |
| 17   | 리스토레이션         | 암컷 | 6세 (현 5세) | 마토바 히토시     | 77.0 (11)          |
| 18   | 누에보 토쇼          | 암컷 | 5세 (현 4세) | 쓰노다 고이치     | 21.9 (7)           |

## 경주의 진행
메지로 맥퀸은 1위로 들어왔으나, 2코너에서 무비 스타와 메이쇼 비토리아, 프레지던트 시티의 진로를 방해한 것으로 판명되어 실격되었다. 이에 따라 최종 순위는 2위 이하를 한 단계씩 위로 올리는 것으로 결정, 프레크라스니가 본 대회의 우승마가 되었다.

## 경주 결과
| 순위 | 마번 | 경주마               | 시간   | 도착차                              |
| ---- | ---- | -------------------- | ------ | ----------------------------------- |
| 1    | 10   | 프레크라스니         | 2.03.9 | 6마신                               |
| 2    | 14   | 카리브 송            | 2.04.0 | {\displaystyle {\frac {3}{4}}}마신  |
| 3    | 2    | 카미노 크레세        | 2.04.0 | 코                                  |
| 4    | 17   | 리스토레이션         | 2.04.1 | {\displaystyle {\frac {1}{2}}}마신  |
| 5    | 18   | 누에보 토쇼          | 2.04.2 | {\displaystyle {\frac {1}{2}}}마신  |
| 6    | 5    | 화이트 애로          | 2.04.3 | {\displaystyle {\frac {1}{2}}}마신  |
| 7    | 4    | 화이트 스톤          | 2.04.3 | 목                                  |
| 8    | 7    | 메지로 마샤스        | 2.04.7 | {\displaystyle 2{\frac {1}{2}}}마신 |
| 9    | 6    | 무비 스타            | 2.05.1 | {\displaystyle 2{\frac {1}{2}}}마신 |
| 10   | 11   | 페임 오브 레스       | 2.05.3 | {\displaystyle 1{\frac {1}{4}}}마신 |
| 11   | 12   | 미스터 시클레논      | 2.05.4 | {\displaystyle {\frac {1}{2}}}마신  |
| 12   | 15   | 쇼리 텐유            | 2.05.6 | {\displaystyle 1{\frac {1}{4}}}마신 |
| 13   | 16   | 모가미 챔피언        | 2.05.7 | 목                                  |
| 14   | 3    | 미스터 토진          | 2.05.8 | {\displaystyle {\frac {1}{2}}}마신  |
| 15   | 9    | 메이쇼 비토리아      | 2.05.9 | 목                                  |
| 16   | 1    | 나이스 나이스 나이스 | 2.06.0 | {\displaystyle {\frac {1}{2}}}마신  |
| 17   | 8    | 프레지던트 시티      | 2.09.9 | 10+마신                             |
| DQ   | 13   | 메지로 맥퀸          | 2:02.9 | -                                   |

- DQ: 실격 (Disqualified)